# Bell HSL
El Bell HSL, también conocido como Bell Model 61, fue un helicóptero con rotores en tándem diseñado y fabricado por la compañía estadounidense Bell Helicopter. Entró en servicio en el año 1957 con la Armada de los Estados Unidos en misiones de guerra antisubmarina, aunque sus malos resultados provocaron su retirada prematura en el año 1960, siendo sustituido por el Sikorsky HSS-1 Sea Bat.

## Diseño y desarrollo
El prototipo del Bell Model 61 voló por primera vez el 3 de marzo de 1953; había sido diseñado para cubrir un requerimiento de la Armada estadounidense por un helicóptero de guerra antisubmarina. En junio de 1950, el Model 61 fue anunciado como ganador de la competición, y fueron ordenados tres aeronaves XHSL-1 de evaluación. El Model 61 tenía una estructura del fuselaje de sección cuadrada y un tren de aterrizaje de cuatro patas y seis ruedas. Estaba propuldsado por un motor radial Pratt & Whitney R-2800 montado en el fuselaje trasero. La tripulación incluía dos pilotos y dos operadores de sonar.
Debido a la urgencia del requerimiento, se ordenó una producción inicial casi inmediatamente después de que Bell recibiera un contrato por tres XHSL-1. La Armada realizó finalmente un contrato de como mínimo 160 aeronaves de producción, incluyendo 18 destinados a la Marina Real británica. Se asignaron números de serie (Bureau Numbers) para un total de 234 unidades. Debido a problemas de desarrollo que resultaron en unas pobres prestaciones previstas respecto del contrato, solo fueron construidos 50 aparatos. Aunque todos fueron entregados, después de las pruebas de servicio y aceptación, solo fueron usados un puñado, para el desarrollo de un dragado de minas aerotransportado. El resto fue entregado directamente en almacenamiento y posteriormente dado de baja.

## Variantes
XHSL-1
Denominación durante las pruebas, 3 unidades construidas.
HSL-1
Variante de producción, 50 unidades construidas.
Bell Model 61
Designación de la compañía para el HSL.
Bell D-116
Variante civil propuesta del Model 61, no desarrollada.
Bell D-216
Variante propuesta del HSL, no desarrollada.
Bell D-238
Variante propuesta del HSL, no desarrollada.

## Operadores
Estados Unidos
- Armada de los Estados Unidos

## Historia operacional
Los HSL no fueron usados operativamente. Aproximadamente siete fueron asignados a la Unidad Aérea Naval de Defensa Contraminas estadounidense en Panama City, Florida, para el desarrollo de un dragado de minas aerotransportado, llegando el primero en septiembre de 1956 y siendo dado de baja el último a principios de los años 60.

## Especificaciones

### Características generales
- Tripulación: Cuatro (dos pilotos y dos operadores de sonar)
- Longitud: 11,9 m (solo fuselaje)
- Diámetro rotor principal: 15,7 m (ambos)
- Altura: 4,42 m
- Área circular: 387,4 m²
- Peso cargado: 12020,21 kg
- Planta motriz: 1× motor radial de 18 cilindros en dos filas refrigerado por aire Pratt & Whitney R-2800-50.
  - Potencia: 1789,68 kW (2400 hp)

### Rendimiento
- Velocidad nunca excedida (Vne): 185,07 km/h
- Velocidad crucero (Vc): 154,5 km/h
- Alcance: 563,27 km

### Aeronaves similares
- Yakovlev Yak-24
- Piasecki H-25

### Secuencias de designación
- Secuencia Numérica (interna de Bell): ← 58 - 59 - 60 - 61 - 65 - 66 - 67 →
- Secuencia HS_L (Helicópteros Antisubmarinos de la Armada estadounidense, 1951-1962 (Bell, 1939-1962)): HSL

### Listas relacionadas
- Anexo:Aeronaves militares de los Estados Unidos (navales)